# Dora Dunkl
Dora Dunkl, geboren als Waltraud Schottenloher (* 13. Oktober 1925 in Würzburg; † 3. Dezember 1982 in Steyr, Oberösterreich), war eine deutsch-österreichische Lyrikerin und Schriftstellerin.

## Leben und Werk

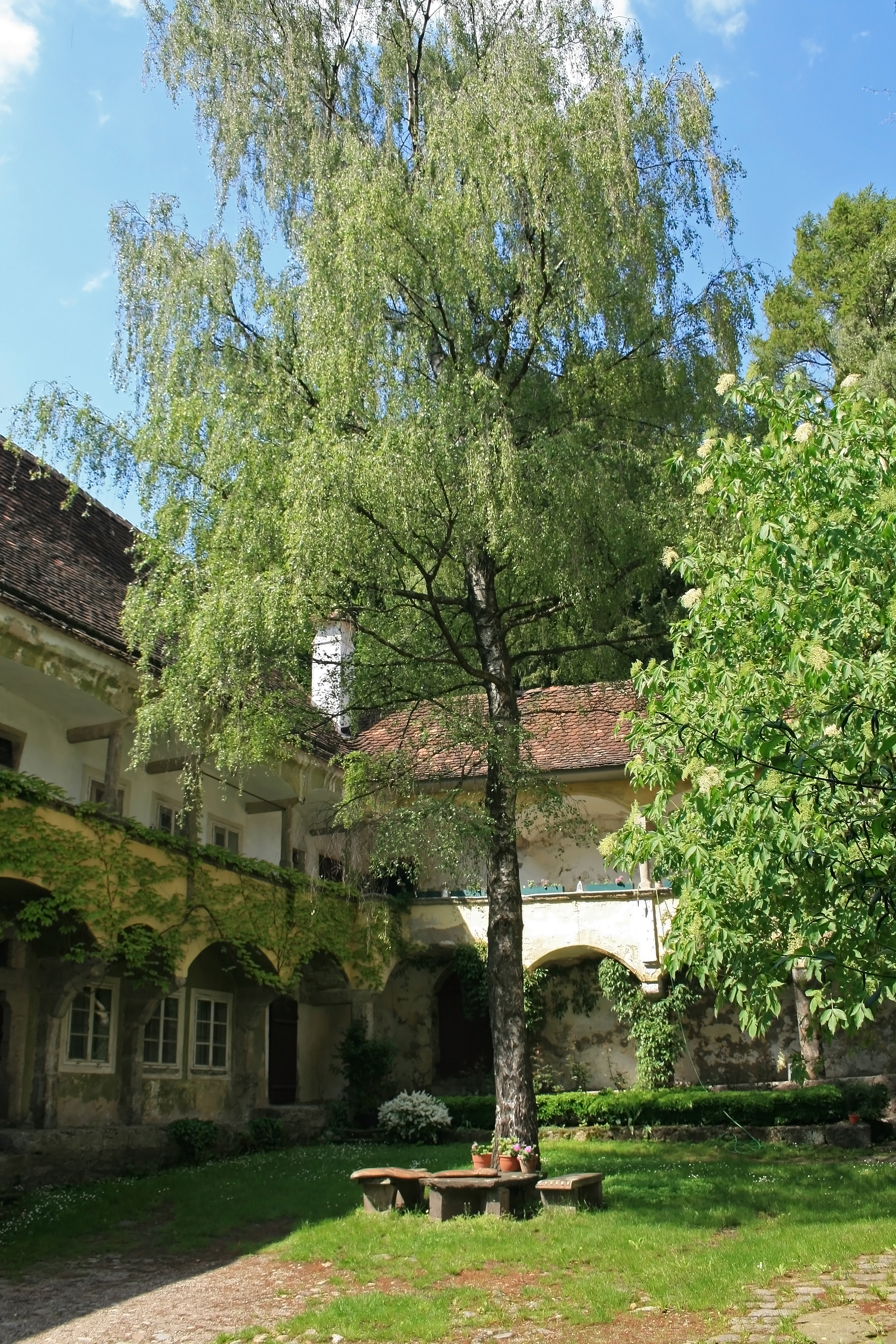
Arkaden im Dunklhof

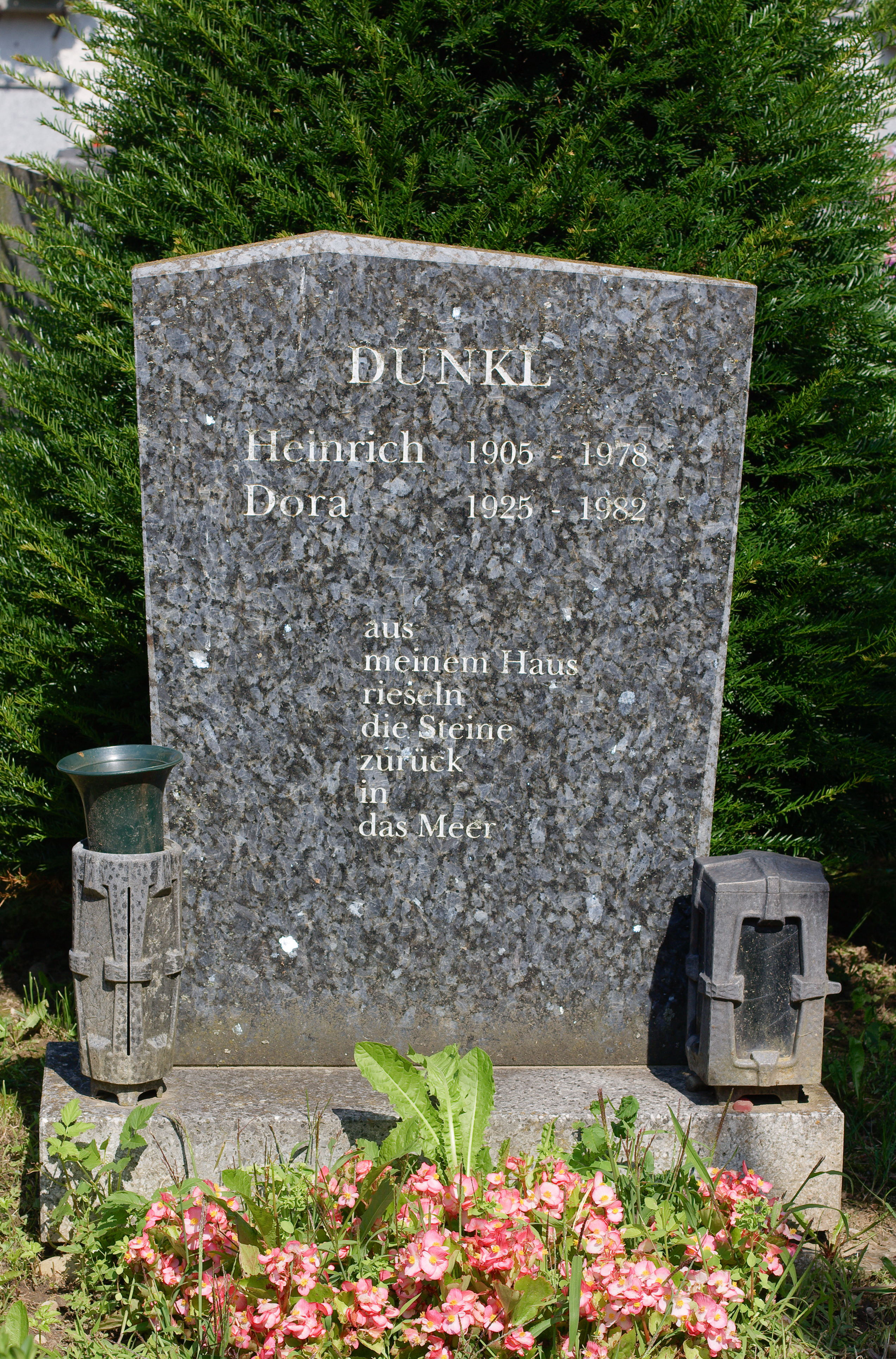
Grab am Steyrer Urnenfriedhof

Die Autorin wurde 1925 in Würzburg als Tochter des Mediziners Johann Schottenloher und dessen Frau Hedwig Schottenloher geboren. Der Wohnsitz war in der Traubengasse 15. Anfang 1929 übersiedelte die Familie nach Deggendorf, erst in die Bahnhofstraße 33 und später in die Dr.-Pfahler-Straße. Nach Mädchenlyzeum und Oberrealschule Deggendorf studierte Waltraud Barbara Dorothea Schottenloher, wie sie mit vollem Namen hieß, in Würzburg Kulturwissenschaften. Dort lernte sie den Medizinstudenten Anton Oberleitner kennen, den sie 1944 mit 19 Jahren heiratete. Nach dem Krieg übersiedelten beide nach Wels zu Antons Halbschwester Resi Schinninger und schließlich nach Haidershofen bei Steyr, wo ihr Mann als Arzt arbeitete. Aus dieser Ehe gingen zwei Kinder hervor: 1946 Tochter Waltraud, 1950 Sohn Hans Anton. Es entstanden erste Arbeiten: Kulturberichte und Feuilletons für Regionalzeitungen und formal konservative Lyrik. Sie führte in Haidershofen einen „gesellschaftlich-literarischen Salon“. Im Herbst 1954 lernte sie den damaligen Intendanten des Landesstudios Tirol, Axel Corti kennen, der für eine erstmalige Lesung ihrer Gedichte im Hörfunk sorgte.
1958 folgte die Scheidung und die Heirat mit Heinrich Dunkl, einen um zwanzig Jahre älteren Steyrer Architekten. Tochter und Sohn blieben beim Vater. Ab nun veröffentlichte sie unter dem Namen Dora Dunkl. Dora ist eine Verkürzung ihres dritten Vornamens Dorothea. Wohnsitz war der Dunklhof in der Steyrer Kirchengasse. Im dortigen Arkadenhof veranstaltete die Autorin Ende Juli 1959 erstmals eine „Abendmusik“ bei freiem Eintritt. Schon im nächsten Jahr wurde diese in „Serenandenabend“ umbenannt und in Zusammenarbeit mit dem Kulturamt der Stadt Steyr ausgerichtet. Zwischen musikalischen Beiträgen, etwa von Beethoven, Haydn oder Mendelssohn Bartholdy, sprach die Autorin klassische Lyrik, aber auch eigene Beiträge oder realistische Prosa, etwa von Marlen Haushofer.
1970 erhielt sie den Förderungspreis für Literatur des Landes Oberösterreich.
Im selben Jahr entstand ihr bekanntester Gedichtzyklus Mein Haus, in dem sie ihren Anspruch einlöst, nur die „Wesenheit“ des Hauses zu zeigen und nicht das Haus. So heißt es im ersten Abschnitt: ... die Worte / gespenstern / und / heulen / ums Haus / wie Wölfe / der Steppe / um / das einzige Haus / in dem / ich wohne / und / den großen Sandregen / höre: / aus / meinem Haus / rieseln / die Steine / zurück / in / das Meer.
1973 wurde sie Schatzmeisterin im österreichischen PEN-Club. Überdies trat sie dem Österreichischen Schriftstellerverband und der Künstlervereinigung MAERZ bei.
Heinrich Dunkl starb im Dezember 1978 nach kurzer Krankheit, Dora Dunkl erlag 1982 einem Leber- und Nierenleiden. Sie ist gemeinsam mit ihrem Mann am Städtischen Urnenfriedhof am Tabor bestattet. Der letzte Satz des oben zitierten Abschnitts ist die Grabinschrift (siehe Foto).

### Nachwirkungen
Die Dora-Dunkl-Straße führt im Steyrer Stadtteil Gleink (Schladergründe) von der Stichstraße bis zur Friedhofstraße. Der Beschluss zu der Benennung erfolgte im Dezember 1989.

### Werke
- Ein Haus aus Stein (Gesammelte Werke). edition wehrgraben, Steyr 1992, ISBN 3-901166-02-5.
- Eines Morgens (Gedichte). Landesverlag, Linz 1986.
- Loblied auf den Mostbirnbaum (Gedichte). Ennsthaler, Steyr 1981.
- Fortdauer der Erinnerung (Kurzprosa). Bergland Verlag, Wien 1972.

### Sekundärliteratur
- Marlene Krisper: Dora Dunkl. Eine Nacherzählung. Verlag & Galerie Steyrdorf, Steyr 2003. ISBN 3-902207-13-2.

## Belege
1. ↑  Marlene Krisper: Dora Dunkl. Eine Nacherzählung. 3. Aufl., Verlag & Galerie Steyrdorf, Steyr 2005, S. 9–41. Vornamen: Heiratsanzeige auf S. 116
2. ↑  Dora Dunkl. Eine Nacherzählung., S. 59 ff.
3. ↑  Dora Dunkl. Eine Nacherzählung, S. 88 f.
4. ↑  Dora Dunkl. Eine Nacherzählung., S. 116
5. 1 2   Dora Dunkl. Eine Nacherzählung, S. 138 f.
6. ↑  Ein Haus aus Stein.(Gesammelte Werke). edition wehrgraben, Steyr 1992, S. 115.
7. ↑  Dora Dunkl. Eine Nacherzählung., S. 185.
8. ↑  Dora Dunkl. Eine Nacherzählung. S. 194 f.
9. ↑  Steyr online – Straßennamen Angesehen am 4. September 2010.

| Personendaten    | Personendaten                                          |
| ---------------- | ------------------------------------------------------ |
| NAME             | Dunkl, Dora                                            |
| ALTERNATIVNAMEN  | Schottenloher, Waltraud Barbara Dorothea (Geburtsname) |
| KURZBESCHREIBUNG | deutsch-österreichische Lyrikerin und Schriftstellerin |
| GEBURTSDATUM     | 13. Oktober 1925                                       |
| GEBURTSORT       | Würzburg                                               |
| STERBEDATUM      | 3. Dezember 1982                                       |
| STERBEORT        | Steyr, Oberösterreich                                  |